# BMW Museum
Firemní muzeum automobilky BMW bylo založeno v roce 1973, v těsné blízkosti olympijského areálu a sídla firmy v německém Mnichově. Od roku 2004 do roku 2008 bylo rekonstruováno v souvislosti se stavbou "obřího showroomu" BMW Welt, které se nachází hned vedle. Muzeum bylo znovu otevřeno 21. června 2008. V současné době má výstavní plochu 5 000 metrů čtverečních pro prezentaci asi 120 exponátů. Muzeum představuje technický vývoj společnosti BMW. Vystavuje motory a turbíny, letadla, motocykly a vozidla v mnoha variantách. Kromě skutečných modelů jsou k vidění i futuristické studie. Stříbrná futuristická budova muzea byla navržena vídeňským architektem Karlem Schwanzerem. Do Muzea BMW se platí vstup, do BMW Welt je vstup zdarma.